# Germain Grange
Germain Grange, né le 17 août 1897 à Vienne, et mort le 27 août 1975 à Chartrettes en Seine-et-Marne, est un architecte français, auteur de nombreux bâtiments scolaires et universitaires.

## Biographie
Il étudie l'architecture à l'École d'architecture de Lyon. En 1929, il remporte le premier second grand Prix de Rome.